# Вяльяс, Лен
Лен Вяльяс (англ. Len Väljas; род. 21 ноября 1988, Торонто) — канадский лыжник эстонского происхождения, призёр этапа Кубка мира. Специалист спринтерских гонок.
В Кубке мира Вяльяс дебютировал в 2009 году, в марте 2012 года единственный раз в карьере попал в тройку лучших на этапе Кубка мира, в спринте. Кроме этого на сегодняшний день имеет на своём счету 3 попадания в десятку лучших на этапах Кубка мира, 2 в командных гонках и 1 в личных. Лучшим достижением Вяльяса в общем итоговом зачёте Кубка мира является 28-е место в сезоне 2011/12.
На чемпионате мира 2011 года, занял 15-е место в спринте свободным стилем, 48-е место в гонке на 15 км классическим ходом и 12-е место в эстафете.
Использует лыжи производства фирмы Fischer.
Объявил о своем уходе с лыжных гонок в марте 2019 года.